# 両角良彦
両角 良彦（もろずみ よしひこ、1919年（大正8年）10月4日 - 2017年（平成29年）8月11日）は、日本の官僚。通商産業事務次官。電源開発総裁。ナポレオン研究家。

## 来歴・人物
長野県出身。幼き頃は父・業作（のち陸軍中将）の転勤に伴い、東京府豊多摩郡杉並尋常高等小学校（現・杉並区立杉並第一小学校）、豊橋市立新川小学校、宇都宮市立西小学校と転校を重ねた。また、この頃から持病である左中耳の根治手術を受け、当時顔の左半分にマヒが残るなどし、以後の人生において苦労した。
宇都宮中学校に入学するが、東京府立第六中学校へ転校。第一高等学校首席を経て、1941年12月末、東京帝国大学法学部卒業。総長・平賀譲の出征学徒への送別の辞を聞く。在学中に高文合格、伯父で商工参与官も務めた今井健彦の縁で商工省に入省した。同期には、赤澤璋一（のち重工業局長、ジェトロ理事長）、原田明（のち通商局長、松下電工（現･パナソニック電工）副社長）、吉光久（のち中小企業庁長官）、有馬駿二（のち工業技術院総務部長、電源開発理事。黒田東彦の岳父）など。1942年1月、燃料局へ出向した。
戦後、GHQとの通訳を務め、反トラスト法・反カルテルの理念に、従来からの重要産業統制法以来、カルテルを是とする日本の秩序との整合性に苦労しながら、主に解説や翻訳を担当した。部下にのちに「ミスターエネルギー」と呼ばれた生田豊朗（科技庁原子力局長、エネ研理事長）、1964年から経済白書を執筆しエコノミストで知られることになる金森久雄（日本経済研究センター理事長）らがいた。
その後は、大阪府商工第一課長、通産省官房調査課長などを経て、外務省に出向し在フランス大使館一等書記官に着任した。他省からは、山本鎮彦、竹内道雄、稲村光一（財務官）、栗栖弘臣（統合幕僚会議議長）らがいた。当時のフランス人のダンピング（ソーシャルダンピング）≒日本との偏見への対応に苦慮しつつも、官民協調の混合経済方式を勉強してきた。日本に戻り、通産省企業局企業第一課長に就任。小長啓一（アラビア石油会長）、濱岡平一（日産自動車副会長）、末木凰太郎（日本電子計算機社長）、内藤正久（元産業政策局長、伊藤忠商事副社長）などが部下にいた。フランスで学んだ経験を引っさげ、貿易自由化や資本自由化の前に企業に国際競争力をつけさせようと、のちに佐橋滋事務次官以下、金融・産業界によるスポンサー無き法案・特定産業振興臨時措置法（特振法）の下地作りに取り掛かる。
以後、鉱山局長時代の1967年10月に石油開発公団（石油公団）設立。官房長、企業局長を経て、1971年、第3次佐藤内閣時代に通産事務次官に就任。日米繊維交渉の輸出自主規制の是非にあたる。田中角栄通産大臣時代から、部下であった豊島格（資源エネルギー庁長官）らと共に、田中角栄、田中清玄らと日本独自の資源獲得の意味合いからインドネシアの石油利権獲得に動いたことでも知られている。1975年、電源開発総裁。
私の履歴書にて、特振法案、国際石油備蓄基地、キャンドゥ重水炉（CANDU炉）の頓挫が心残りであったことも併せて語っている。「資源派のドン」と云われる所以である。またナポレオンの研究者としても知られ、在パリの伊吹迪人から資料をわざわざ取り寄せるなど書き上げた『1812年の雪 モスクワからの敗走』（朝日新聞社）で日本エッセイストクラブ賞受賞。他に『反ナポレオン考 -時代と人間』（朝日新聞社）など。
城山三郎原作の『官僚たちの夏』の牧のモデル。あだ名は「官僚たちの夏」で登場した「西洋カミソリ」、他に「カミソリ両角」、「両（もろ）さん」など。女流歌人の今井邦子は叔母にあたる。

## 略歴
- 1941年12月 東京帝国大学法学部卒業
- 1942年1月 商工省入省、燃料局第一部油政課出向
- 1945年9月 商工省総務局（現在の日比谷高校舎に移転）
- 1946年11月 兼任産業復興局出向
- 1947年8月22日 公正取引委員会事務局総務部総務課出向
- 1949年5月 通商産業大臣官房総務課
- 1949年12月 大阪府商工部商工第一課長（赤間文三府知事）
- 1953年12月4日 通商産業大臣官房企画室（審議官）
- 1954年11月1日 通商産業大臣官房調査課長兼通商産業省研修所幹事
- 1956年6月16日 通商産業大臣官房企画室室員（審議官）
- 1957年11月 外務省在フランス日本国大使館一等書記官
- 1961年8月25日 通商産業省企業局第一課長
- 1963年7月23日 通商産業大臣官房総務課長
- 1965年6月15日 通商産業省企業局次長
- 1966年3月18日 通商産業省鉱山局長
- 1968年5月25日 通商産業大臣官房長
- 1969年11月7日 通商産業省企業局長（のちの産業政策局長）
- 1971年6月15日 通商産業事務次官
- 1973年7月25日 退官
- エネルギー総合推進委員会副委員長
- 1975年6月1日 電源開発株式会社総裁（1983年5月まで）
- 日本シュルンベルジェ会長
- 1981年 『1812年の雪』で日本エッセイスト・クラブ賞受賞
- 1988年6月1日 日本銀行政策委員会委員（1994年3月26日まで）
- 総合エネルギー調査会会長、電源開発調整審議会委員など
- 1991年11月3日 勲一等瑞宝章[5]

　
出典：『日本近現代人物履歴事典』及び官報掲載人事異動辞令

## 著書
- 『競争と独占の話』編著 日経文庫 1962年。
- 『産業政策の理論』日本経済新聞社 1966年。
- 『たき火 随筆』公研 1975年。
- 『1812年の雪 モスクワからの敗走』筑摩書房、1980年7月。ISBN 978-4480851581。
  - 『1812年の雪 モスクワからの敗走』講談社文庫、1985年2月。ISBN 978-4061834460。
    - 『1812年の雪 モスクワからの敗走 <新版>』朝日選書、1993年11月。ISBN 978-4022595867。
- 『東方の夢 ボナパルト、エジプトへ征く』講談社、1982年4月。ISBN 978-4061459212。　
  - 『東方の夢 ボナパルト、エジプトへ征く』講談社文庫、1987年11月。ISBN 978-4061841079。
    - 『東方の夢 ボナパルト、エジプトへ征く <新版>』朝日選書、1992年8月。ISBN 978-4022595577。
- 『セント・ヘレナ抄 ナポレオン遠島始末』講談社、1985年8月。ISBN 978-4062022071。
  - 『セント・ヘレナ落日 ナポレオン遠島始末 <新版>』朝日選書、1994年11月。ISBN 978-4022596147。
- 『反ナポレオン考』朝日選書、1991年5月。ISBN 978-4022595263。
- 舘豊夫、鈴木英夫、両角良彦、横河正三、諸橋晋六『私の履歴書　経済人32』日本経済新聞社、2004年6月。

### 翻訳
- ジャック・ブノワ＝メシャン（フランス語版）『クレオパトラ 消え失せし夢』みすず書房 1979年2月。

## 関連・参考文献
- 城山三郎 『官僚たちの夏』（新潮文庫ほか） -  旧通産省を舞台する小説で、両角は登場人物の一人「牧順三」のモデルとされる。
- 田中清玄、聞き手大須賀端夫『田中清玄自伝』文藝春秋、1993年9月。ISBN 4163475508。
  - 田中清玄、聞き手大須賀端夫『田中清玄自伝』ちくま文庫、2008年5月。ISBN 4480424407。
- 秦郁彦編『日本近現代人物履歴事典』東京大学出版会、2002年5月。ISBN 978-4130301206。